# Сауце д'Оулкс
Сауце д'Оулкс (итал. Sauze d'Oulx) је насеље у Италији у округу Торино, региону Пијемонт.
Према процени из 2011. у насељу је живело 1096 становника. Насеље се налази на надморској висини од 1537 м.

## Становништво
Према резултатима пописа становништва 2011. у општини је живело 1.111 становника.
| 1931. | 1936. | 1951. | 1961. | 1971. | 1981. | 1991. | 2001. | 2011. |
| ----- | ----- | ----- | ----- | ----- | ----- | ----- | ----- | ----- |
| 438   | 442   | 488   | 547   | 789   | 918   | 938   | 984   | 1.111 |